# Eugenia (género)
- Commons
- Wikispecies

Eugenia L. é um gênero de plantas mirtáceas que recebem esse nome em homenagem à Francisco Eugenio de Saboya, notável militar protetor das artes. O grupo distribui-se pelas zonas tropicais de todo o mundo, sendo mais diversificado nas Américas. Plantas conhecidas desse gênero são as pitangas, uvaias, pitombas, cagaitas, grumixamas e entre outras! Muito apreciados pelo seus sabores e pela sua grande diversidade de espécies na América do Sul. Alguns autores classificam as espécies do gênero Syzygium (exemplo, o cravinho) como Eugenia.

## Sinonímia
| - Chloromyrtus Pierre - Emurtia Raf. - Episyzygium Suess. et A. Ludw. - Epleienda Raf. - Eplejenda Post et Kuntze | - Jossinia Comm. ex DC. - Myrcialeucus Rojas Acosta - Phyllocalyx O. Berg - Psidiastrum Bello |

## Espécies
- Eugenia abbreviata Urb., ocorre na Jamaica
- Eugenia aboukirensis ocorre na Jamaica
- Eugenia acapulcensis Steud., ocorre do México ao Panamá
- Eugenia aceitillo Urb., ocorre em Cuba
- Eugenia acrantha Urb., ocorre em Cuba
- Eugenia acunae ocorre em Cuba
- Eugenia acutiloba DC., ocorre em Jamaica
- Eugenia acutissima Urb. & Ekman,  ocorre em Cuba
- Eugenia afzelii Engl., ocorre na África tropical
- Eugenia aemula Diels, ocorre em Equador
- Eugenia aeruginea DC., ocorre em México, Cuba, Guatemala, Belize, Honduras [1]
- Eugenia aggregata - endémica do Brasil
- Eugenia angustissima O. Berg
- Eugenia brasiliensis Lam. (grumixama)
- Eugenia calycina Cambress.
- Eugenia candolleana DC.
- Eugenia dysenterica DC. (cagaita)
- Eugenia florida DC.
- Eugenia involucrata DC. (cereja-do-rio-grande)
- Eugenia klotzschiana O. Berg
- Eugenia leitonii - araçá-pitanga ou goiabão
- Eugenia luschnathiana (O. Berg) Klotzsch ex B.D. Jacks (pitomba)
- Eugenia monosperma Vell., endémica do Brasil
- Eugenia myrcianthes Nied. (Ubajai)
- Eugenia myrtifolia (sin: Syzygium paniculatum)
- Eugenia selloi B. D. Jacks. (pitangatuba)
- Eugenia pitanga Kiaersk. (Pitanga-do-cerrado)
- Eugenia punicifolia (Kunth) DC.
- Eugenia pruniformis - azeitoninha-da-praia
- Eugenia pyriforms Cambess. (Uvaia)
- Eugenia stipitata McVaugh  (araçá-boi)
- Eugenia sulcata Spring ex Mart (murtinha)
- Eugenia tomentosa
- Eugenia uniflora L.
- Eugenia sprengelli
- A espécie Eugenia gentlei é actualmente designada como Chamguava gentlei.
- Lista completa

## Classificação do gênero
| Sistema | Classificação                      | Referência               |
| ------- | ---------------------------------- | ------------------------ |
| Linné   | Classe Icosandria, ordem Monogynia | Species plantarum (1753) |